# 341
341 је била проста година.

## Догађаји
- Цар Констанс забрањује приношење паганских жртви и магијске ритуале, под претњом смрћу.
- Цар Констанс почиње успешан поход против Франака.
- Самудрагупта из Царства Гупта, током једне деценије, проширује своје краљевство и свој утицај.
- Сабор у Енкенији одржава се у Антиохији.
- Павле I Цариградски је враћен на трон цариградског патријарха.
- Хиљаде хришћана је погубљено у Селевкији у Месопотамији.
- Сиријски апостол Фрументије проповеда хришћанство у Етиопији. Краљ Аксума Езана је импресиониран Фруменцијевим учењем и сам прихвата хришћанство. Фрументије постаје први епископ Аксума и подстиче хришћанске трговце присутне у земљи да отворено практикују своју веру.

## Смрти
- Астерије Кападокијски, хришћански теолог и писац
- Ду Лингјанг (или Ду Линг), кинеска царица (р. 321)
- Јевсевије Никомедијски, архиепископ цариградски
- Ге Хонг (или Ко Хунг), кинески таоиста
- Павле Тивејски, хришћански пустињак
- Потамон Хераклејски, хришћански епископ и мученик